# Karel Žák (1871)
Karel Žák (2. ledna 1871 Pardubice – 14. ledna 1934 Praha) byl český žurnalista a spisovatel.

## Život
Narodil se v rodině Jana Žáka, zemského a říšského poslance a Marie Žákové-Kotovicové. Měl čtyři sestry: Marii Hopovou (1864), Olgu (1867), Antonii (1869) a Růženu (1873). Oženil se s Adélou Stránskou.
Karel Žák studoval na Právnické fakultě Univerzity Karlovy, studium však nedokončil. Své vzdělání si rozšiřoval cestami po Francii, Anglii, Německu, severních evropských zemích, Itálii, Švýcarsku, Jugoslávii, Balkáně, Palestině a Egyptě.
Celý život se účastnil politického a veřejného dění. Byl příznivcem Národní strany (staročeské). Stýkal se se slavnými jmény tehdejší doby: F. L. Riegrem, K. Mattušem, A. O. Zeithammerem, A. Šolcem, A. Randou a A. Bráfem. Pracoval v oboru zahraničním a národohospodářském jako žurnalista a redaktor v Hlase národa a v deníku Národní politika.
Kromě žurnalistiky psal básně, beletrii, cestopisy a také překládal. Byl vlivným členem Akademického čtenářského spolku. Používal pseudonymy A. Rovenský, J. Klen, J. Bílý, J. Bíba, J. Božek a Václav Čech. V Praze XVI bydlel na adrese Plzeňská 34.

## Dílo

### Próza
- Úspěch – Květy 1911[3]
- Agonie léta – Praha: Alois Hynek, 1918
- Princ z malého království – Praha: A. Hynek, 1920
- Srdce pošetilá – 1922[3]
- Ulička zločinů: román – Praha: vlastním nákladem, 1930

### Překlady
- Po neznámé stopě: román – Lawrence L. Lynch; z angličtiny. Praha: Národní politika, 1923

### Jiné
- Almanach Národní Besedy – redigoval. Praha: Národní Beseda 1907
- Vzpomínky na Dra Karla Mattuše: na památku desátého výročí jeho úmrtí – redigoval. Praha: Svatobor, 1929
- Mysterium dělníka radioamatéra: rozhlasová hra v rýmech veselých a vážných – Olomouc: s. n., 1930
- Historický průvodce Novým Městem na Moravě – sepsal. Žďár nad Sázavou: Jan Toman, 1931